# Arimaspes

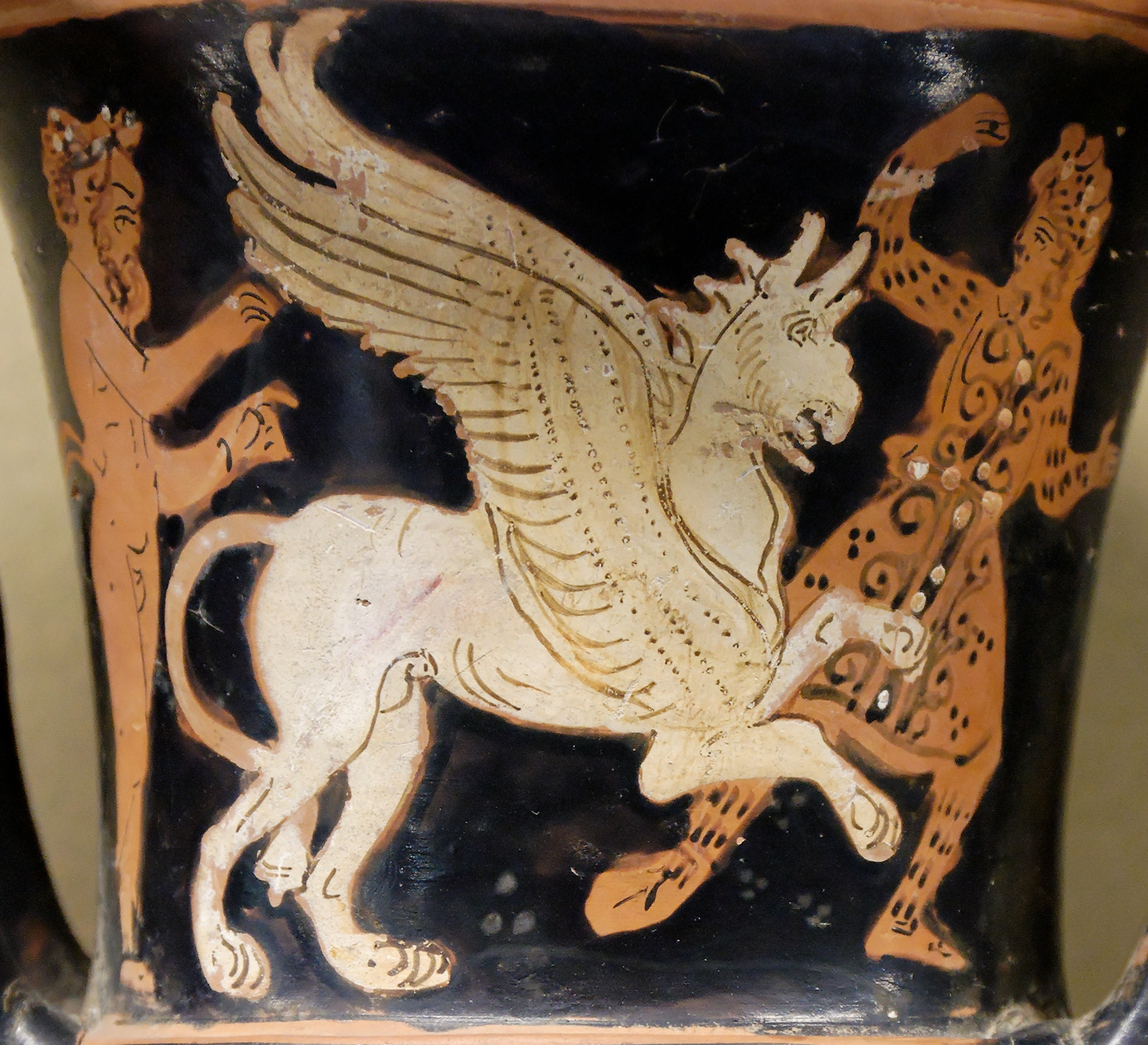
Satyre (à gauche), griffon (au centre) et Arimaspe (à droite), v. 373-350 av.J.-C., musée du Louvre

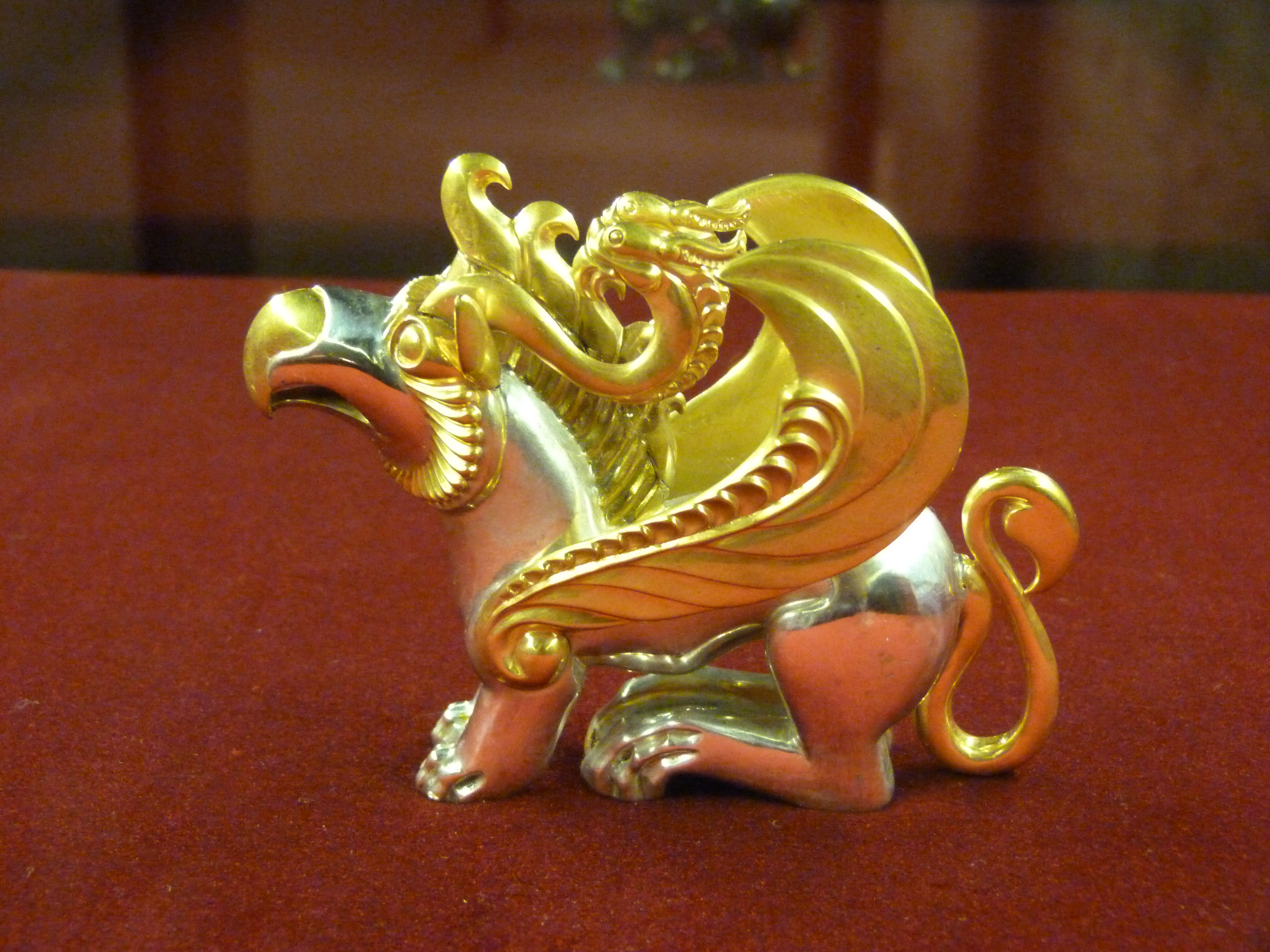
Griffon en or et argent provenant d'une tombe scythe du Kazakhstan

Les Arimaspes sont un peuple légendaire de Scythie, au-delà des Monts hyperboréens, mentionnés par plusieurs auteurs antiques. Les récits légendaires de leurs combats contre les griffons, gardiens de l’or des trésors d'Apollon, trouvent leur origine dans les textes d'Aristée de Proconnèse. Au delà de ce caractère mythologique, quelques historiens suggèrent un fond historique d'une culture pastorale des environs du sud des monts de l'Altaï dont des kourganes sont identifiées au nord du bassin du Tarim. 

## Sources antiques

### Aristée de Proconnèse
Ils apparurent dans le poème Arimaspées, de l’écrivain grec Aristée de Proconnèse, au VIIe siècle av. J.-C., qui les décrit comme n'ayant qu'un œil, à l'instar des cyclopes, plus probablement parce qu'ils fermaient sans doute l'autre pour tirer à l'arc. Cette légende pourrait tirer son origine des mines d'or que l'on trouvait en Russie et spécialement dans l'Oural. 

### Eschyle
Cette particularité anatomique est également citée par le poète grec Eschyle dans Prométhée enchaîné lorsque Prométhée révèle à Iô les souffrances qu’elle aura encore à subir : « fuis aussi l’armée des cavaliers Arimaspes à l’œil unique, qui habitent sur le bord du fleuve Ploutôn qui roule l’or. »

### Hérodote
Hérodote mentionne aussi l’œil unique des Arimaspes et l'or gardé par les Griffons dans les Histoires, livres III et IV : 
« Il est constant que c'est dans le Nord de l'Europe qu'il y a de beaucoup le plus d'or. Comment il est obtenu, cela non plus je ne saurais le dire avec certitude ; on raconte qu'il serait soustrait aux griffons par les Arimaspes, hommes n'ayant qu'un œil. »
« Mais Aristée de Proconnèse, fils de Caystrobius, écrit dans son poème épique qu’inspiré par Phébus, il alla jusque chez les Issédons ; qu’au-dessus de ces peuples on trouve les Arimaspes, qui n’ont qu’un œil ; qu’au delà sont les Gryphons, qui gardent l’or ; que plus loin encore demeurent les Hyperboréens, qui s’étendent vers la mer ; que toutes ces nations, excepté les Hyperboréens, font continuellement la guerre à leurs voisins, à commencer par les Arimaspes ; que les Issédons ont été chassés de leur pays par les Arimaspes, les Scythes par les Issédons ; et les Cimmériens, qui habitaient les côtes de la mer au midi, l’ont été par les Scythes. (…) Plus au Nord, ce sont les Issédons qui affirment l'existence des hommes n'ayant qu'un œil et des griffons gardiens de l'or ; les Scythes répètent ce qu'ils ont appris d'eux, et nous autres le tenons des Scythes ; le nom que nous donnons aux Arimaspes est Scythe ; arima, en Scythe, signifie "un" ; et spou, "oeil". »

### Pausanias le Périégète
D’après Pausanias le Périégète, dans le premier livre de sa Description de la Grèce, les Arimaspes étaient situés au nord des Issedones et les Scythiens, au sud :
« Ces griffons, dit Aristeas de Proconnèse dans son poème, se battent pour l'or avec les Arimaspi au-delà des Issedones. L'or que gardent les griffons, dit-il, sort de la terre ; les Arimaspi sont des hommes tous nés avec un seul œil ; les griffons sont des bêtes comme les lions, mais avec le bec et les ailes d'un aigle. Je n'en dirai pas plus sur les griffons. »
« Prasiae (en) est un temple d'Apollon. Ici, disent-ils, sont envoyés les prémices des Hyperboréens, et on dit que les Hyperboréens les remettent aux Arimaspi, les Arimaspi aux Issedones, de ceux-ci les Scythes les apportent à Sinope, de là ils sont portés par les Grecs à Prasiae, et les Athéniens les emmènent à Délos. Les prémices sont cachées dans la paille de blé, et on ne les connaît pas. Il y a à Prasiae un monument à Erysichthon, qui mourut lors du voyage de retour de Délos, après la mission sacrée (theoria) là-bas. »

### Callimaque de Cyrène
Au IIIe siècle av. J.-C., le poète grec Callimaque de Cyrène décrit les Arimaspes de Scythie comme blonds : « Les filles de Borée (en), l’heureuse Hécaërge, Oupis et Loxo, suivies de jeunes hommes choisis sur toute leur nation, t’ont les premières apporté ces offrandes de la part des blonds Arimaspes. »

### Pline l'Ancien
Pline l'Ancien évoque ce peuple dans les livres III, VI et VII de son Histoire naturelle :
« À partir de Taphrae, et en suivant l'intérieur des terres, on trouve les Auchètes, chez qui l'Hypanis a sa source; les Neuriens, chez qui naît le Borysthène; les Gélons, les Thyssagètes, les Budins, les Basilides, et les Agathyrses, aux cheveux vert de mer; au-dessus, les Nomades, puis les Anthropophages ; à partir du Buges, au-dessus du Palus-Méotide, les Sauromates et les Essédons; sur la côte, jusqu'au Tanaïs, les Maeotes, qui ont donné leur nom au Palus, et à l'extrémité, derrière eux, les Arimaspes; puis les monts Riphées, la région appelée Ptérophore à cause de la chute perpétuelle de la neige, dont les flocons ressemblent à des plumes, partie du monde condamnée par la nature, plongée dans d'épaisses ténèbres, et ne servant qu'à produire le froid et à recéler l'Aquilon glacial. »
« Au delà sont les peuples scythes; les Perses les ont appelés en général Saces, du nom de la nation scythique la plus voisine; les anciens les ont appelés Araméens. Les Scythes eux-mêmes donnent aux Perses le nom de Chorsares, et au Caucase celui de Groucasus, c'est-à-dire, blanchi par la neige. La multitude de ces peuples est innombrable, et ils vivent comme les Parthes. Les plus célèbres sont les Saces, les Massagètes, les Dahes, les Essédons, les Ariaques, les Rhymniciens, les Paesiques, les Amardes, les Histes, les Édons, les Cames, les Camaques, les Euchates, les Côtières, les Antarians, les Piales, les Arimaspes, nommés auparavant Cacidares, les Aséens, les Oetéens, les Napéens et les Apelléens, deux peuples qu'on dit avoir péri : fleuves célèbres, le Mandragaeus et le Caspasius. »
« Auprès de ceux qui sont tournés vers le septentrion, non loin de l'origine de l'Aquilon et de la caverne d'où il sort, lieu appelé Geselitos, on rapporte que sont les Arimaspes, qui, avons-nous dit, n'ont qu'un œil au milieu du front. Ils sont continuellement en guerre autour des mines avec les griffons, espèce d'animaux ailés, tels que la tradition les figure d'ordinaire : les griffons extraient l'or des cavités souterraines, et le défendent avec autant d'ardeur que les Arimaspes cherchent à le ravir ; c'est du moins ce que racontent beaucoup d'auteurs, et parmi les plus illustres Hérodote  et Aristée de Proconnèse. »

## Interprétations modernes

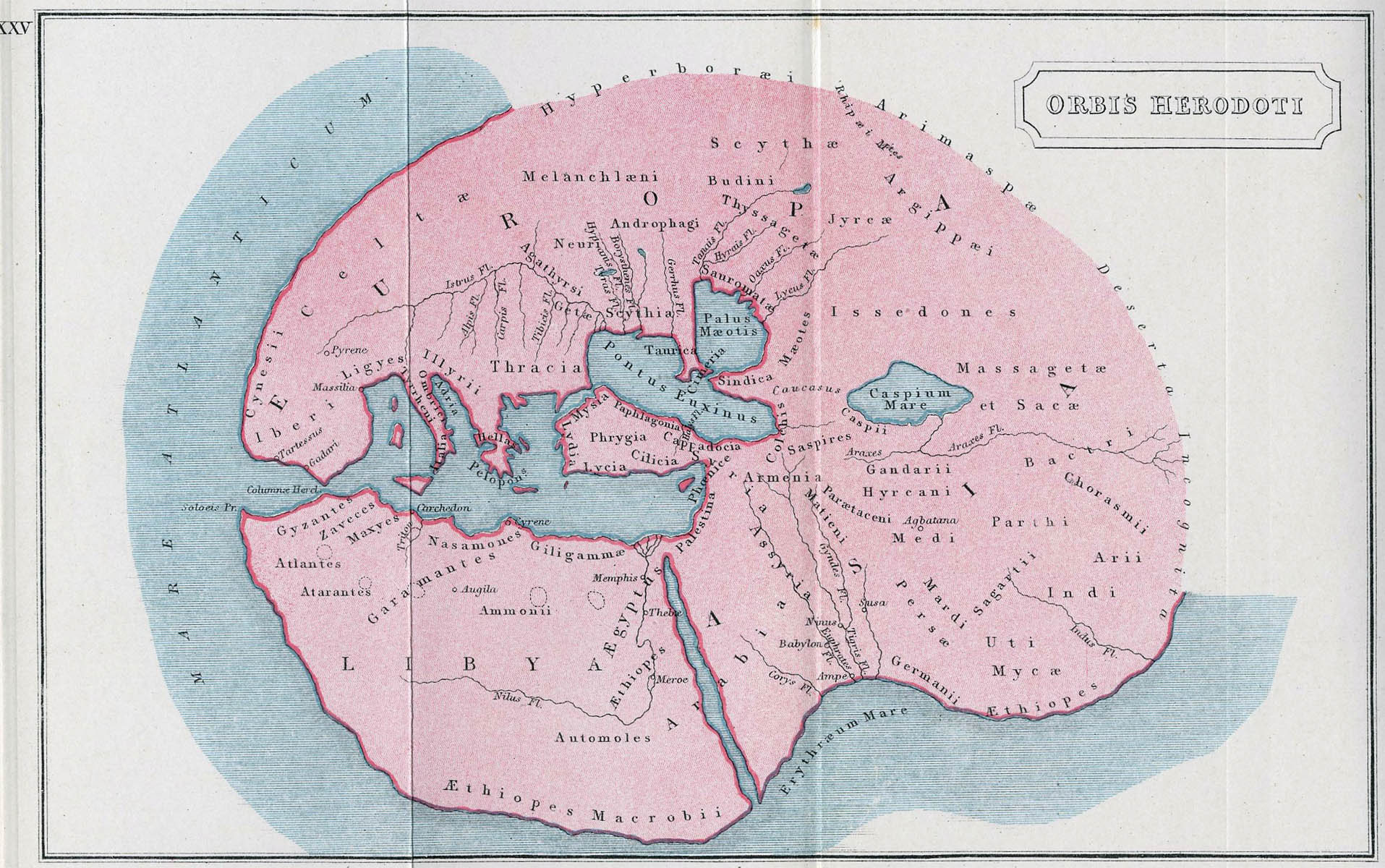
Orbe d'Hérodote.

La majorité des études s'accordent pour dire qu'Aristeas ne s'est pas rendu dans les prétendus territoires des Arimaspes, mais aurait obtenu ces informations par l'intermédiaire des Issedones. La caractéristique cyclopéenne est une interprétation d'Hérodote qui donne au nom Arimaspe une étymologie qui signifie littéralement cyclope. Cependant, les étymologies modernes considèrent une autre signification pour arim (ami de ou propriétaire de) aspou (chevaux). Cette étymologie coïncide avec les informations sur leur mode de vie pastoral dans lequel l'élevage trouve une place principale, ainsi que leurs aptitudes martiales. Ils seraient également des marchands maitrisant l'orfèvrerie.
Tadeusz Sulimirski (en) affirme en 1970 que les Arimaspes pourraient être une tribu sarmate originaires de la rivière Irtych tandis que Dmitry Machinsky (en) suppose en 1997 leur appartenance à un groupe ajna de la dépression de Minoussinsk associé aux cultures d'Afanasievo.
Sur base de ces informations, il est possible de renforcer l'hypothèse selon laquelle les Issedone occuperaient le sud de l'Oural tandis que les Arimaspe se trouveraient dans les monts Altaï. Dans cette région se trouve de l'or ainsi que des sites funéraires pillés durant l'Antiquité et datant du IVe siècle av. J.-C. Le fait que ces tombes soient pillées si rapidement laisse supposer qu'elles sont connues pour les richesses qu'elles recèlent. Localement, elles sont appelées « colline dorée ».
Les momies retrouvées dans ces tombes, de type caucasien, sont rapprochées des cultures des momies du Tarim : tokharien et afanasievo. Les kourgane de Pazyryk sont également associés potentiellement aux Arimaspes, aux côtés d'hypothèses les reliant aux Scythes, aux Yuezhi, aux Wusun ou aux Xiongnu.